# Calibrador de tap
Un calibrador de tap és una eina d'inspecció utilitzada per comprovar si un forat d'una peça compleix les toleràncies permeses. En la comprovació d'una peça hi ha dues proves; i l'acceptació de la peça implica que tingui passi un prova i no passi l'altre. Aquest procés és una part del control de qualitat que s'utilitza en la indústria de fabricació per assegurar que es puguin canviar parts entre processos, o fins i tot entre fabricants diferents. Un calibrador de tap és una eina de mesura que no retorna una mida en el sentit convencional, però en canvi retorna un estat. L'estat pot ser acceptable (la peça és dins de tolerància i es pot utilitzar) o és inacceptable (ha de ser rebutjat). Aquestes eines d'inspecció s'ajusten bé per l'ús a l'àrea de producció de la fàbrica, ja que per usar-les eficaçment exigeixen poca habilitat o interpretació i a més tenen poques, si n'hi ha, parts mòbils que puguin ser fetes malbé.

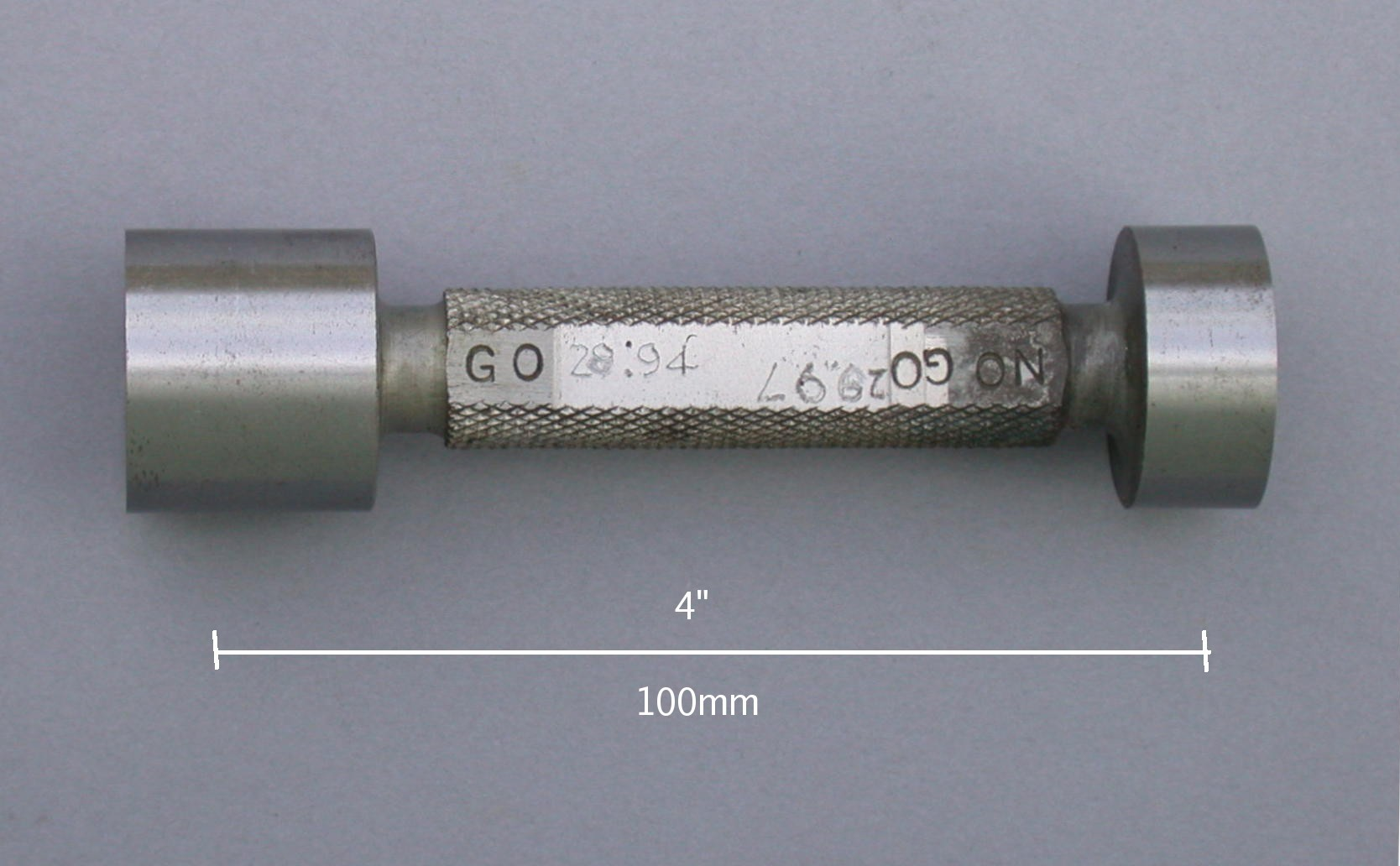
Calibrador de tap

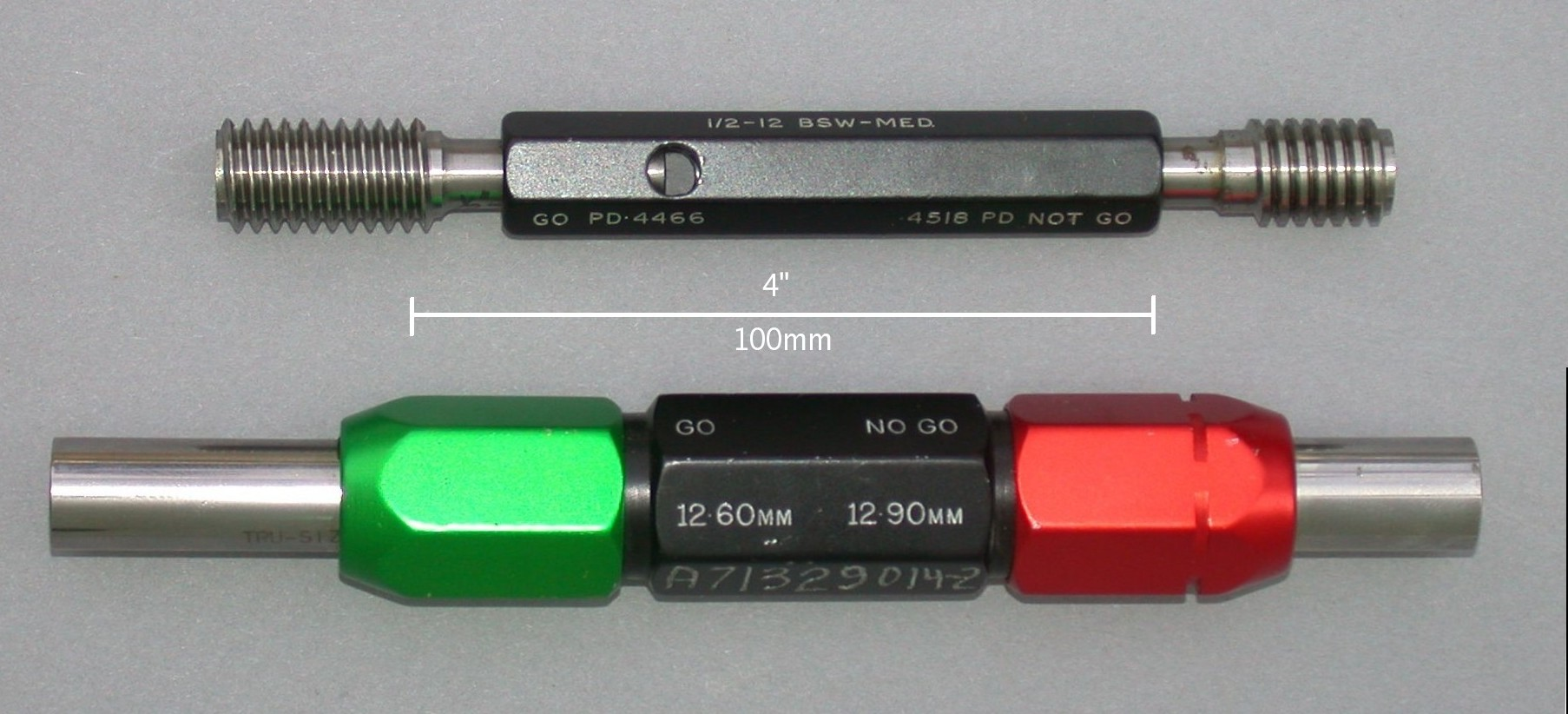
Calibradors de tap substituïbles

Aquests calibres són anomenats com calibradors de tap, ja que s'utilitzen per verificar forats. Normalment estan formats per parts estàndards, on la porció de calibre és intercanviable per unes altres peces de calibre i el cos utilitza el principi de pinces per aguantar els calibres fermament. Per utilitzar aquest estil de calibre, primer s'introdueix l'extrem més petit al forat a verificar i depenent del resultat d'aquella prova, es prova l'altre extrem.
A la imatge de la dreta, el primer calibre és un calibre de rosca interna que es cargola a la rosca que es vol comprovar. L'extrem etiquetat com passa hauria de roscar plenament i l'extrem no passa no hauria de roscar. La imatge de sota és un calibrador de tap que s'utilitza per comprovar la mida d'un forat, l'extrem verd és el passa, el vermell és el no passa. La tolerància del forat que comprova aquest calibre és 0,30 mm on la mida més petita del forat és 12,60 mm i la mida més gran és 12,90 mm, totes les mides fora d'aquesta gamma serien fora de tolerància. Això es pot expressar en de diferents formes, tres possibilitats poden ser:
- 12,75 mm +/- 0. 15 mm
- 12,60 mm +0,30 -0,00
- 12,90 mm +0,00 -0,30